# ۷۲۱۰ داریوش
سیارک داریوش ۷۲۱۰ (به انگلیسی: 7210 Darius، نامگذاری:6555P-L) هفت هزار و دویست و دهمین سیارک کشف شده‌است که در ۲۴ سپتامبر ۱۹۶۰ کشف شد.
قدر مطلق سیارک برابر ۱۲٫۶۰ است.
این سیارک به نام داریوش بزرگ شاه هخامنشی نام گذاری شده‌است.